# Матвеева, Татьяна Викторовна
Татья́на Ви́кторовна Матве́ева (род. 26 февраля 1985 года в г. Зима, Иркутская область) — Заслуженный мастер спорта России (тяжёлая атлетика, чемпионка Европы 2006 года, неоднократный призёр чемпионатов мира и Европы. 

## Спортивная карьера
Воспитанница Заслуженного тренера РСФСР Павла Георгиевича Блинова
Лучшим результатом Татьяны Матвеевой на чемпионатах мира является серебряная медаль чемпионата 2006 года в Санто-Доминго в весовой категории до 69 кг.
На чемпионатах Европы она смогла добиться победы в 2006 году в городе Владыславово (Польша), на её счету также 4 серебряных и 1 бронзовая медаль с 2004 по 2011.

### Результаты выступлений
| Год  | Соревнование     | Место проведения   | Весовая категория | Рывок    | Толчок   | Сумма двоеборья | Место |
| 2004 | Чемпионат Европы | Киев               | до 69 кг          | 107.5 кг | 137.5 кг | 245.0 кг        | 2     |
| 2006 | Чемпионат Европы | Владыславово       | до 69 кг          | 112.0 кг | 145.0 кг | 257.0 кг        | 1     |
| 2006 | Чемпионат мира   | Санто-Доминго      | до 69 кг          | 110.0 кг | 135.0 кг | 245.0 кг        | 2     |
| 2007 | Чемпионат Европы | Страсбург          | до 75 кг          | 108.0 кг | 139.0 кг | 247.0 кг        | 2     |
| 2008 | Чемпионат Европы | Линьяно-Саббьядоро | до 69 кг          | 103.0 кг | 136.0 кг | 239.0 кг        | 2     |
| 2009 | Чемпионат Европы | Бухарест           | до 69 кг          | 102.0 кг | 137.0 кг | 239.0 кг        | 3     |
| 2010 | Чемпионат Европы | Минск              | до 69 кг          | 104.0 кг | 130.0 кг | 234.0 кг        | 4     |
| 2011 | Чемпионат Европы | Казань             | до 69 кг          | 110.0 кг | 141.0 кг | 251.0 кг        | 2     |
| 2011 | Чемпионат мира   | Париж              | до 69 кг          | 110.0 кг | 143.0 кг | 253.0 кг        | 3     |
| 2014 | Чемпионат России | Грозный            | до 69 кг          | 95.0 кг  | 131.0 кг | 226.0 кг        | 3     |

2011г Чемпионат России  г.Пенза до 69 кг 100 кг рывок 135кг  толчок сумма 235 кг 1 место 
2004 г Чемпионат России г. Великий Новгород до 69 кг рывок 107,5кг Толчок 137,5 кг сумма сумма 245 кг 2  место  
2005 г Чемпионат России г.Курск до 69 кг рывок 110 кг Толчок 151 кг сумма 261кг 1 место  
2006г Чемпионат России г.Казань до 69кг  рывок 115кг Толчок 147 кг сумма 262 кг 1 место   